# 刘岱峰
刘岱峰（1913年—1990年7月27日），原名岳魁，男，山西盂县人，中国近代政治人物。

## 生平

### 民国时期
刘岱峰是山西省盂县温池村人。早年进入太原一师附小就读。1926年，进入进山中学学习；1927年加入共产主义青年团。1929年，进入北京师范大学高中部。1932年，考取北京大学历史系。1932年10月由李兆瑞介绍加入中国共产党。曾因家中抄出中共文件被捕，曾一度潜逃绥远临河县，任县委书记。同年返回北京大学。1935年毕业被捕，与党组织失去联系；1935年8月返回太原，10月在太原成成中学任教。1935年2月15日，与张玉梅（后改名江冬）结婚。1936年受聘于阎锡山的自强救国同志会，9月参与组建山西牺牲救国同盟会，任临时执委和常委，并任军政训练班政训处主任干事兼训练科科长，为牺盟会和新军培养了大批骨干。1937年，协同组织领导了以军训班与民训团干部、学员为主体的提灯大游行，进行抗日宣传。
抗日战争爆发后，当选山西牺盟会总会执委，1937年10月，任第二战区司令长官行营政治处副主任（主任梁化之）、民族革命青年团常委。他参照中共的《抗日救国十大纲领》，起草了适合山西形势的《民族革命十大纲领》，由薄一波审阅后，经阎锡山同意签发，成为全省军、政、民各系统共同遵守的抗日行动纲领。阎及其大本营转移到吉县时，刘岱峰组建政治保卫队，后改编为新军209旅，他先兼司令后代理旅长。同时积极发展民青团员和其中的优秀分子秘密加入中国共产党。1939年9月召开全省民青代表大会，由他草拟《民族革命青年团关于展开反顽固分子斗争的决定》。借纪念九一八事件之机，率民青代表及牺盟总会、绥靖公署政治部人员举行火炬游行。
1939年12月晋西事变中，他负责疏散转移革命干部和中共党员，12月25日和八路军办事处主任王世英商议后偕夫人秘密转至晋西北兴县，同新军、牺盟会领导研究起草了《告全国人民和牺盟会会员书》。1940年3月13日，他与薄一波、宋劭文、张文昂、戎子和、牛荫冠、雷任民、孙定国八人根据中共中央和北方局指示，以牺盟会、新军负责人的身份发起和平攻势，向阎锡山、赵戴文通电，痛切陈词，表示继续拥阎抗战。1940年5月，中共北方局决定牺盟总会迁往晋东南，并指定他带领工会、青救会负责人由部队护送经过封锁线，抵达武乡县王家峪。1940年9月，任太行、太岳、冀南行政联合办事处工作，任委员兼实业处长。1941年6月当选晋冀鲁豫边区政府参议会参议员、建设厅厅长。1943年任第二厅厅长。1945年10月，经党中央批准、由邓小平、薄一波介绍其重新入党，并出任太行行署主任。1946年调任晋冀鲁豫边区贸易总局局长。1947年任刘邓大军前线战勤指挥部副主任。部队进入大别山后，改任晋冀鲁豫野战军后勤司令部副司令员兼供给部长。1948年1月，任中原局财经委员会副主任；10月郑州解放后，任郑州市军事管制委员会副主任。1949年1月，随部队转战河南东部，任第二野战军后勤司令部副司令员，参加淮海战役、南京战役、上海战役。1949年5月，出任华东局财经委副主任兼财政部长。

### 共和国时期
中华人民共和国成立后，1949年10月，随部队进入大西南，出任第二野战军后勤司令部第二司令员。1950年1月，担任西南军政委员会财经委员会副主任。1955年4月，出任云南省人民委员会副省长兼云南省财办主任，主管云南全省经济与财经贸易工作；为官清廉质朴，受到当地民众爱戴。1956年7月至1958年9月，任国家经济委员会副主任。1958年9月至1961年1月，担任国家建设委员会副主任。1961年1月，任国家计划委员会副主任。1962年5月，任国家物价委员会副主任。
文化大革命期间，受到迫害，下放至宜昌纺机厂劳动，身体致残。
1979年6月，担任国家计委顾问等职。1982年12月，离休。
1990年7月27日，在北京逝世，享年77岁，遗嘱捐遗体为医用。